# Fluide actif
Ne doit pas être confondu avec Substance active.
Un fluide actif est un matériau fluide dont certains constituants en suspension sont capables de mouvements autonomes ou, plus généralement, d'injecter ou de dissiper de l'énergie mécanique,,, comme en biologie les suspensions denses de bactéries, les réseaux de microtubules ou le sperme. Leurs propriétés diffèrent considérablement de celles des fluides passifs, qui sont généralement gouvernés par les équations de Navier-Stokes.
Des systèmes qualifiés de fluides actifs sont observés et étudiés dans différents contextes depuis des décennies, mais surtout depuis le début du XXIe siècle. On a montré que ces matériaux présentent une variété de phases différentes, depuis des schémas bien ordonnés jusqu'à des états chaotiques, avec potentiellement d'importantes applications technologiques,.

## Comportement
Les fluides actifs forment diverses structures, telles que des réseaux réguliers ou irréguliers, ainsi que des états apparemment aléatoires en deux dimensions.

### Formation de motifs
Les fluides actifs s'organisent en réseaux réguliers ou irréguliers dans divers contextes, par exemple les réseaux hexagonaux irréguliers des microtubules et les réseaux tourbillonnaires réguliers des spermatozoïdes. Des considérations topologiques montrent que les éléments constitutifs des états quasi stationnaires des fluides actifs devraient nécessairement être des tourbillons, mais on ne sait pas encore ce qui détermine l'échelle de longueur spontanée de tels systèmes.

### Turbulence active
Les états chaotiques des fluides actifs, qualitativement similaires à la turbulence hydrodynamique, sont appelés « turbulence active ». Toutefois, les recherches récentes montrent que les propriétés statistiques associées à de tels écoulements sont très différentes de celles de la turbulence hydrodynamique,.

## Modélisation
Le premier modèle théorique décrivant la dynamique des fluides actifs a été proposé par Tamás Vicsek en 1995, mais le mécanisme de formation de leurs différentes structures fait toujours l'objet de recherches actives. Cette formation est intimement liée aux défauts ou aux désinclinaisons (en) dans le champ des paramètres d'ordre, (l'ordre d'orientation des agents constitutifs). Une part importante de la recherche sur les fluides actifs consiste à modéliser la dynamique de ces défauts afin d'étudier leur rôle dans la formation des motifs (en) et la dynamique turbulente. Les versions modifiées du modèle de Vicsek (en) restent les plus utilisées pour la modélisation ; ces modèles capturent les différents états dynamiques des fluides actifs. Des approches plus raffinées incluent la dérivation d'équations hydrodynamiques à la limite du continuum (en), et l'adaptation de la théorie des cristaux liquides en incluant des termes d'activité. En 2025, une étude de l'écoulement de fluides actifs colloïdaux dans des réseaux de microcanaux montre que le modèle à six sommets (proposé par Linus Pauling en 1935 pour rendre compte de l'entropie résiduelle de la glace) modélise correctement les transitions de phase des fluides actifs,,.

## Applications
Quelques applications technologiques des fluides actifs ont été proposées, notamment l'alimentation de moteurs moléculaires par turbulence active et l'optimisation des applications des cristaux liquides par l'emploi de cristaux liquides actifs.